# Dibble Peak
Dibble Peak är en bergstopp i Antarktis. Den ligger i Östantarktis. Nya Zeeland gör anspråk på området. Toppen på Dibble Peak är 1 100 meter över havet.
Terrängen runt Dibble Peak är bergig åt sydväst, men åt nordost är den kuperad. Trakten är obefolkad. Det finns inga samhällen i närheten. 